# Andrei Timofeyev
Andrei Olegovich Timofeyev (tiếng Nga: Андрей Олегович Тимофеев; sinh ngày 8 tháng 2 năm 1996) là một cầu thủ bóng đá người Nga thi đấu ở vị trí thủ môn cho FC Syzran-2003 theo dạng cho mượn từ FC Ural Yekaterinburg.

## Sự nghiệp câu lạc bộ
Anh có màn ra mắt tại Giải bóng đá ngoại hạng Nga cho FC Ural Yekaterinburg vào ngày 29 tháng 4 năm 2017 trong trận đấu với F.K. Terek Grozny.